# Antonio Aguilar Aguilera
Antonio Aguilar Aguilera (Veenendaal, 23 februari 1980) is een Nederlands oud-profvoetballer die een seizoen in de eerste divisie uitkwam voor AGOVV.

## Loopbaan
Aguilar Aguilera doorliep verschillende jeugdelftallen van Vitesse voordat hij naar AGOVV vertrok, dat toen nog een amateurvereniging was. In het eerste jaar na toetreding van AGOVV tot het profvoetbal speelde Aguilar Aguilera mee, daarna verhuisde hij naar de amateurs van GVVV uit zijn geboorteplaats Veenendaal. Hij maakte zijn debuut in het Nederlandse betaalde voetbal op 29 augustus 2003 in de wedstrijd AGOVV Apeldoorn-MVV (3-0), toen hij na 6 minuten inviel voor Paul Verhaegh. Sinds 2009 is hij economieleraar bij het CLV te Veenendaal.

## Clubstatistieken
| Seizoen | Club            | Land      | Duels | Goals | Competitie     |
| ------- | --------------- | --------- | ----- | ----- | -------------- |
| 2003/04 | AGOVV Apeldoorn | Nederland | 17    | 0     | Eerste divisie |
| Totaal  | Totaal          | Totaal    | 17    | 0     |                |